# Cosme Maño
Cosme Maño es un cultivar de higuera de tipo higo común Ficus carica, unífera de higos de epidermis con color de fondo amarillo verdoso con sobre color morado, su cuello amarillo verdoso y verde amoratado alrededor del ostiolo. Se cultiva en la colección de higueras de Montserrat Pons i Boscana en Llucmajor (Islas Baleares).

## Sinonimia
- „Cosme Manyo“ en Islas Baleares.[4][5][6]

## Historia
Actualmente la cultiva en su colección de higueras baleares Montserrat Pons i Boscana, rescatada de un solo ejemplar que quedaba vivo y olvidado en la localidad de Llubí en Mallorca.
Esta variedad se encontraba en Llucmajor,introducida en su cultivo por un tal Cosme Maño, de ahí su nombre. Esterlich cita y describe esta variedad de higuera el 16 de octubre de 1908.

## Características
La higuera 'Cosme Maño' es una variedad unífera de tipo higo común. Árbol de mediano desarrollo, follaje denso, hojas de 1 y de 3 (40%) lóbulos con dientes presentes. 'Cosme Maño' es de producción media de higos.
Los higos 'Cosme Maño' son higos urceolados ligeramente piriformes aplastados en la parte basal, que no presentan frutos aparejados, de unos 38 gramos en promedio, de epidermis de color de fondo  amarillo verdoso con sobre color morado, su cuello amarillo verdoso y verde amoratado alrededor del ostiolo. Ostiolo de 2 a 3 mm con escamas pequeñas rosadas. Pedúnculo de 3 a 8 mm cilíndrico verde claro. Grietas longitudinales y marcadas. Costillas poco marcadas. Con un ºBrix (grado de azúcar) de 30, con firmeza media, con color de la pulpa rojo intenso. De una calidad excelente en su valoración organoléptica, son de un inicio de maduración sobre el 12 de septiembre hasta el 24 de octubre y de producción media. Son resistentes a la lluvia con maduración tardía.
Aptos para higo de consumo en fresco.

## Cultivo
'Cuello de Dama Blanco', es una variedad de higo blanco, reconocida por su piel fina e intenso dulzor, que se está tratando de recuperar de un solo ejemplar existente cultivado en la colección de higueras baleares de Montserrat Pons i Boscana. en Llucmajor.